# Iron Act
L'Iron Act, chiamato anche Importation, etc. Act del 1749 (23 Geo. 2. c. 29), fu una legge del Parlamento di Gran Bretagna. Si inseriva all'interno del sistema dei  Navigation Acts, ovvero quei provvedimenti legislativi che regolavano il commercio e la navigazione dell'Impero Britannico. La legge mirava a due obiettivi principali: Aumentare le importazioni di ghisa e ferro in barre dalle colonie americane verso la Gran Bretagna e impedire la costruzione di impianti per la lavorazione del ferro all'interno delle stesse colonie, in particolare nel Nord America dove erano state individuate queste materie prime.

## La legge
La legge abrogava i dazi sulla ghisa e sul ferro in barre importati rispettivamente dall'America Britannica e a Londra. Il ferro in barre poteva essere trasportato via mare o via terra da Londra ai cantieri della Royal Navy, ma in nessun altro caso poteva essere trasportato oltre le 10 miglia da Londra. Il ferro doveva essere contrassegnato con il luogo di origine, e la maggior parte, se non tutta, della ghisa era già contrassegnata. Inoltre, la legge stabiliva che nelle colonie americane non potessero essere costruiti mulini o macchinari per la tranciatura o la laminazione del ferro, nessuna fucina per la lavorazione della lamiera con martello a battente e nessun forno per la produzione di acciaio. Per i mulini già esistenti, ai governatori coloniali veniva richiesto di certificarli.

## Analisi
Dall'inizio degli anni '20 del Settecento, la Virginia e il Maryland avevano già avviato l'esportazione di ghisa, mentre dalle altre colonie arrivava ben poco, né di ghisa né di ferro in barre. L'Iron Act incoraggiava la continuazione di queste esportazioni, così come la produzione e l'esportazione di ferro in barre (che richiedeva una fucina di affinazione con maglio a bilico, non a battente).
Al contrario, la legge mirava a limitare la produzione coloniale di prodotti finiti in ferro e acciaio. Le fabbriche già esistenti potevano continuare a funzionare, ma non era possibile espandere la produzione di:
- Coltelli, falci, falcetti e altri utensili da taglio: per questi oggetti sarebbero serviti un maglio a battente per produrre lamierino sottile e un forno per acciaio per la sua produzione.
- Chiodi: venivano realizzati da vergelle di ferro, prodotte da un laminatoio a fendere.
- Latta: richiedeva un laminatoio. Era la materia prima con cui i lattonieri fabbricavano una vasta gamma di prodotti da lamiera stagnata.

Questa legge si inseriva in una politica britannica di lungo periodo, iniziata con i Navigation Acts, che miravano a dirigere la maggior parte del commercio americano verso l'Inghilterra, e successivamente verso la Gran Bretagna, e a incentivare la produzione di beni per l'esportazione nelle colonie in Gran Bretagna.
L'Iron Act, se applicato rigorosamente, avrebbe fortemente limitato l'emergente industria siderurgica (diversa dalla produzione di ghisa e ferro in barre) nelle colonie. Tuttavia, come per altre leggi sul commercio, l'applicazione era carente perché nessuno aveva un reale interesse a garantirne il rispetto. Nonostante ciò, questa fu una delle diverse misure restrittive sul commercio delle colonie britanniche nel Nord America, che contribuirono allo scoppio della Rivoluzione Americana.
Una delle ragioni della scarsa applicazione potrebbe essere il coinvolgimento di funzionari coloniali nelle ferriere. I governatori della Virginia, Gooch e Spotswood, erano entrambi profondamente coinvolti nella produzione di ferro. Gooch era comproprietario della Fredericksville Ironworks. Spotswood possedeva la Tubal Ironworks (un altoforno e probabilmente una fucina di affinazione) e il doppio forno ad aria di Massaponnax. Altri membri di spicco dell'aristocrazia virginiana e della Camera dei Burghesi coinvolti nell'industria del ferro includevano John Tayloe II (Bristol Iron Works, vicino a Fredericksburg; Neabsco Iron Works; e Occoquan Ironworks), Augustine Washington, padre di George (Accoceek/Potomac Ironworks) e Benjamin Grimes (Grimes Recovery e una fucina vicino a Fredericksburg).